# Klaus Starke

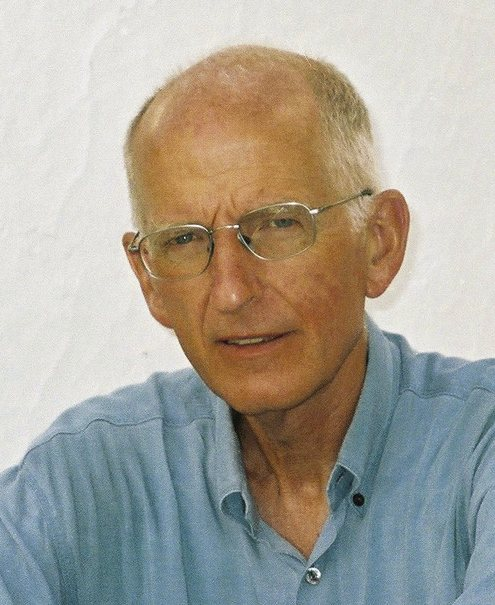
Klaus Starke (2011)

Klaus Starke (* 1. November 1937 in Castrop-Rauxel; vollständiger Name Franz Wilhelm Nikolaus Starke; † 26. Januar 2024) war ein deutscher Pharmakologe.

## Leben
Starke stammte aus einer sauerländischen Familie. Seine Eltern waren der Apotheker Franz Wilhelm Starke und dessen Frau Elisabeth, geb. Böddecker. Der Sohn studierte nach dem Abitur und der zweijährigen Zeit als Apothekerpraktikant in Freiburg im Breisgau, Erlangen, Tübingen und Heidelberg Pharmazie und Medizin. Mit einer Dissertation „Substanz P-Gehalt und permeabilitätserhöhende Wirkung in verschiedenen Gehirngebieten“, angefertigt im Pharmakologischen Institut der Universität Tübingen unter Anleitung von Fred Lembeck, wurde er 1965 zum Dr. med. promoviert. Der Medizinalassistentenzeit folgten weitere Jahre am Pharmakologischen Institut Tübingen und dann am Pharmakologischen Institut des Klinikums Essen der Universität Bochum bei Hans-Joachim Schümann. Hier habilitierte sich Starke mit der Arbeit „Untersuchungen zur Wirkung des Angiotensins auf postganglionäre sympathische Nerven“.
1977 wurde er an die neu in das Pharmakologische Institut eingegliederte Abteilung für Molekulare Pharmakologie der Universität Freiburg berufen. Nach einem Ruf an die Universität Bonn wurde die Abteilung 1979 in einen zweiten Lehrstuhl umgewandelt, neben dem älteren Lehrstuhl I von Georg Hertting. Rufe nach Essen (1986) und Würzburg (1990), die er ebenfalls ablehnte, führten neben anderen Gründen zu einem 2001 eingeweihten gemeinsamen Neubau für das Pharmakologische Institut und die Pharmazeutischen Institute der Universität Freiburg, dem Otto-Krayer-Haus. Im Jahr 2003 wurde er pensioniert. Sein Nachfolger am Lehrstuhl II wurde Lutz Hein.
Mit seiner Frau, der Ärztin Milica Starke, geb. Protić, hatte er eine Tochter.

## Forschung und Lehre
Starkes Tübinger Arbeiten mit Lembeck galten der Substanz P, von der damals unsicher war, ob sie überhaupt als eine einheitliche chemische Verbindung existierte. Besonders wurde ihre Wirkung auf exokrine Drüsen wie die Speicheldrüsen untersucht. Dies führte zur Identifizierung der Substanz P mit einem an der Harvard University entdeckten, die Speichelsekretion anregenden Peptid und damit indirekt zu ihrer Strukturaufklärung.
Die Essener Habilitationsschrift wies eine Beziehung des Renin-Angiotensin-Aldosteron-Systems (RAAS) zum sympathischen Nervensystem nach: Angiotensin II steigerte die Freisetzung des Neurotransmitters Noradrenalin aus postganglionär-sympathischen Neuronen. Kurz zuvor hatte die Gruppe von Erich Muscholl in Mainz erstmals physiologisch aktive präsynaptische Rezeptoren entdeckt, und zwar präsynaptische Muskarinrezeptoren. Die Angiotensin-Rezeptoren der sympathischen Nervenzellen, bald auch mit Hilfe von Antagonisten gesichert, waren ein weiteres Beispiel.
Um 1970 gelang mehreren Gruppen von Pharmakologen, darunter der in Essen, die Lösung eines vierzehn Jahre alten Rätsels: Wie nämlich Stoffe, die α-Adrenozeptoren blockieren, die Freisetzung von Noradrenalin aus Nervenzellen steigerten. Die Antwort lautete: Sie blockierten α-Adrenozeptoren auf den präsynaptischen Endigungen, über die Noradrenalin normalerweise seine eigene Freisetzung hemmt. Die Antwort blieb einige Jahre umstritten, ist aber heute allgemein akzeptiert, und analoge negative Rückkopplungen wurden auch für andere Neurotransmitter nachgewiesen. Die Rezeptoren – wieder präsynaptische Rezeptoren – werden als Autorezeptoren bezeichnet.
Unterschiede zwischen präsynaptischen α-Autorezeptoren und den lange bekannten postsynaptischen α-Adrenozeptoren führten zu der Erkenntnis, dass es zwei pharmakologische Gruppen von α-Adrenozeptoren gibt, α1 und α2. Die Autorezeptoren sind α2, und zwar überwiegend α2A. Experimente an transgenen Tieren bestätigten dies. Starkes Nachfolger Lutz Hein zeigte, dass genetische Defekte der α2-Autorezeptoren das Risiko für Herz-Kreislauf-Erkrankungen erhöhen. Diese Forschungsrichtung half auch, die Wirkweise mancher blutdrucksenkender Arzneistoffe wie des Clonidins und des Methyldopa zu verstehen.
In Essen wurden ferner im Gehirn präsynaptische Opioid-Rezeptoren gefunden, die möglicherweise sowohl zur Schmerzlinderung durch Morphin als auch zum Entzugssyndrom beitragen. In Freiburg wurde Adenosintriphosphat (ATP) als ein Kotransmitter mit Noradrenalin in den sympathischen Nerven von Blutgefäßen nachgewiesen. Wie für Noradrenalin gibt es auch für Adenosintriphosphat präsynaptische Autorezeptoren, und zwar P2-Purinozeptoren.
1977 hat Starke das Wissen über präsynaptische Rezeptoren an Noradrenalin-Nervenzellen in einem Übersichtsartikel zusammengefasst, den das Interesse an diesem Gebiet zu einem Citation Classic machte. Mit Thomas C. Südhof gab er den Band Pharmacology of Neurotransmitter Release des Handbook of Experimental Pharmacology heraus.
Eine Vorliebe für Schnittmengen zwischen der Pharmakologie und anderen Kulturarealen führte zu den Aufsätzen „Poetische Arzneien“, „Das Antoniusfenster in Chartres“, „Die Pharmakologie des Mutterkorns“, „Thomas Manns Arzneien“ – Starkes Abschiedsvorlesung vom 15. Juni 2004, „Die Begegnung von Antonius und Paulus in elfhundert Jahren bildender Kunst“, „Es kann die Spur von unseren Erdetagen …“ und „Geschichten aus der Freiburger Pharmakologie.“ „Literarische Appetitanreger“ montiert Starke laut Badischer Zeitung auch in seine Vorlesungen.
Seit 1992 war er Mitherausgeber des von Wolfgang Forth, Dietrich Henschler und Walter Rummel begründeten Lehrbuchs „Allgemeine und spezielle Pharmakologie und Toxikologie“. Über vielen Kapiteln stehen seither dichterische Motti. „Warum dichterische Motti in einem Pharmakologiebuch? Es gibt etliche Gründe. Und wer wollte schon Friedrich Freiherrn von Hardenberg, genannt Novalis, widersprechen, der in seiner romantischen Enzyklopädie ‚Das Allgemeine Brouillon‘ schreibt: ‚Arzeneymittel sind poëtisch.‘“ Im Kapitel „Grundbegriffe“ schreibt Starke, auf die Pharmakologie des Doping, der Psyche und der Sexualität anspielend: „Die Angehörigen der Heilberufe … sollten ihr Teil dazu beitragen, dass Arzneien Arzneien bleiben und nicht von Ignoranz, Hybris oder Menschenverachtung missbraucht werden.“

## Forschungsorganisation
Im akademischen Jahr 1986/87 war Starke Dekan der Medizinischen Fakultät Freiburg. Von 1986 bis 1988 war er Gründungssprecher des Sonderforschungsbereichs „Modulation und Lernvorgänge in Neuronensystemen“  (SFB 325) der Deutschen Forschungsgemeinschaft (DFG) und von 1992 bis 1998 Mitglied des Senatsausschusses für die Angelegenheiten der Sonderforschungsbereiche.
Von 1976 bis 2003 war er Mitherausgeber, von 1986 bis 1994 Managing Editor der Zeitschrift Naunyn-Schmiedeberg’s Archives of Pharmacology, deren Geschichte er 1998 anlässlich ihres 125. Geburtstags zusammenfasste. Von 1999 bis 2007 war er Reihenherausgeber, von 2002 bis 2007 Editor-in Chief des Handbook of Experimental Pharmacology.

## Schüler
James R. Docherty, in der Abteilung II des Freiburger Instituts von 1979 bis 1981, wurde später Professor am Department of Pharmacology des Royal College of Surgeons in Ireland. Harry Majewski, in der Abteilung von 1981 bis 1983, wurde später Leiter der School of Medical Sciences am Royal Melbourne Institute of Technology in Australien. Peter Illes, in der Abteilung von 1981 bis 1995, habilitiert 1983, übernahm 1995 den Lehrstuhl für Pharmakologie der Universität Leipzig. Bela Szabo, in der Abteilung seit 1984, wurde nach seiner Habilitation 1995 dort Professor. Ivar von Kügelgen, Eintritt in die Abteilung 1986, habilitierte sich ebenfalls 1995 und wurde Professor für Pharmakologie in Bonn. Wolfgang Nörenberg, Eintritt ins Institut 1987 und Mitarbeiter von Peter Illes, habilitierte sich 1996 und folgte Peter Illes nach Leipzig.

## Ehrungen
Starke war seit 1987 Mitglied der Deutschen Akademie der Naturforscher Leopoldina, seit 1991 Mitglied der Academia Europaea und seit 1994 Mitglied der Heidelberger Akademie der Wissenschaften. Er war Ehrenmitglied der British Pharmacological Society (2006), der Deutschen Gesellschaft für Experimentelle und Klinische Pharmakologie und Toxikologie (2008) und der Ungarischen Pharmakologischen Gesellschaft (2010). 1991 erhielt er den Preis der Feldberg Foundation for anglo-german scientific exchange und den Ernst Jung-Preis, 1997 die Hudson Hoagland Fellowship des Prince Henry’s Institute of Medical Research in Melbourne, Australien, 2003 die Ehrenmedaille der Universität Freiburg und 2023 die Schmiedeberg-Plakette der Deutschen Gesellschaft für Experimentelle und Klinische Pharmakologie und Toxikologie.

## Veröffentlichungen (Auswahl)
- Klaus Aktories, Ulrich Förstermann, Franz Hofmann, Klaus Starke: Allgemeine und spezielle Pharmakologie und Toxikologie. 12. Auflage. Elsevier, München 2017, ISBN 978-3-437-42525-7.